# تماشاخانه آمریکایی
تماشاخانهٔ آمریکایی (انگلیسی: American Playhouse) یک مجموعه آنتولوژی است که در ۱۳ فصل و از سال ۱۹۸۲ تا ۱۹۹۶ میلادی به‌طور متناوب از شبکهٔ پی‌بی‌اس ایالات متحده آمریکا پخش شد.

## برخی بازیگران مشهور
- آن بنکرافت
- کریستین برنسکی
- کلیر بلوم
- ژاک بوده
- کنت برانا
- کیت برتون
- جف دانیلز
- روبی دی
- مت دیلون
- المپیا دوکاکیس
- مگان فالوز
- لیلین گیش
- دنی گلاور
- آنی گلدن
- لوئیس گوست، جونیور
- اد هریس
- رزماری هریس
- ادوارد هرمان
- هلن هانت
- گلندا جکسون
- جیمز ارل جونز
- رائول هولیا
- سوزی کرتز
- کلوریس لیچمن
- جان مالکوویچ
- باترفلای مک‌کوئین
- ریتا مورنو
- پل نیومن
- جرالدین پیج
- سارا جسیکا پارکر
- استل پارسونز
- مندی پتینکین
- برنادت پیترز
- ونسا ردگریو
- کیانو ریوز
- لی رمیک
- جیسون روباردز
- استر رول
- لیلیان روور
- سوزان ساراندون
- سیلویا سیدنی
- جین سیمونز
- گری سینایس
- انا دیویر اسمیت
- الین استریچ
- ریچارد توماس
- دیک ون دایک
- کریستوفر واکن
- ایلای والاک
- پل وینفیلد
- الفری وودارد